# Hédervár, Győr-Moson-Sopron
Hédervár  este un sat în districtul Mosonmagyaróvár, județul Győr-Moson-Sopron, Ungaria, având o populație de 1.182 de locuitori (2011). 

## Demografie
Componența etnică a satului Hédervár
     Maghiari (96,11%)
     Germani (2,86%)
     Necunoscut (0,31%)
     Alții (0,72%)
Componența confesională a satului Hédervár
     Romano-catolici (58,71%)
     Fără religie (4,23%)
     Reformați (2,03%)
     Necunoscută (33,25%)
     Alte religii (2,79%)
Conform recensământului din 2011, satul Hédervár avea 1.182 de locuitori. Din punct de vedere etnic, majoritatea locuitorilor (96,11%) erau maghiari, cu o minoritate de germani (2,86%). Apartenența etnică nu este cunoscută în cazul a 0,31% din locuitori.  Din punct de vedere confesional, majoritatea locuitorilor (58,71%) erau romano-catolici, existând și minorități de persoane fără religie (4,23%) și reformați (2,03%). Pentru 33,25% din locuitori nu este cunoscută apartenența confesională.